# Proxima Centauri d
Proxima Centauri d (também conhecido  como Proxima d) é um exoplaneta candidato que orbita a estrela anã vermelha Proxima Centauri, a estrela mais próxima do Sol e parte do sistema estelar triplo Alpha Centauri. Juntamente com dois outros planetas do sistema Proxima Centauri, é o exoplaneta mais próximo conhecido do Sistema Solar, localizado a aproximadamente 4,2 anos-luz (1,3 parsecs; 40 trilhões  de quilômetros; 25 trilhões  de milhas) de distância na constelação de Centaurus. Os primeiros sinais do exoplaneta surgiram como um sinal fraco de 5,15 dias em dados de velocidade radial obtidos do Very Large Telescope durante um estudo de 2020 sobre a massa de Proxima b. Este sinal foi formalmente proposto para ser um exoplaneta candidato por Faria et al. em um artigo de acompanhamento publicado em fevereiro de 2022.
Proxima d é uma subterra com pelo menos um quarto da massa da Terra (ou duas vezes a massa de Marte), orbitando a cerca de 0,029 UA (4,3 milhões de km; 2,7 milhões de milhas) a cada 5,1 dias. É o planeta menos massivo e mais interno conhecido do sistema Proxima Centauri. É o exoplaneta menos massivo detectado com o método de velocidade radial a partir de 2022. Proxima d orbita muito perto de sua estrela para ser habitável, assumindo uma refletividade semelhante à da Terra, sua temperatura de equilíbrio pode atingir 360 K (87°C; 188°F).